# Frambouhans
Frambouhans est une commune française située dans le département du Doubs, la région culturelle et historique de Franche-Comté et la région administrative Bourgogne-Franche-Comté.

## Géographie
Frambouhans, village de l'Est de la France, est situé dans le département du Doubs (Franche-Comté) à la frontière suisse.
Frambouhans se situe en bordure du plateau de Maîche. L'altitude moyenne est de 865 mètres et le point le plus haut est de 923 mètres. L'agglomération occupe la partie nord du territoire communal.

### Climat
Pour des articles plus généraux, voir Climat de la Bourgogne-Franche-Comté et Climat du Doubs.
En 2010, le climat de la commune est de type climat de montagne, selon une étude du Centre national de la recherche scientifique s'appuyant sur une série de données couvrant la période 1971-2000. En 2020, Météo-France publie une typologie des climats de la France métropolitaine dans laquelle la commune est exposée à un climat de montagne ou de marges de montagne et est dans la région climatique  Jura, caractérisée par une forte pluviométrie en toutes saisons (1 000 à 1 500 mm/an), des hivers rigoureux et un ensoleillement médiocre. 
Pour la période 1971-2000, la température annuelle moyenne est de 7,2 °C, avec une amplitude thermique annuelle de 16,6 °C. Le cumul annuel moyen de précipitations est de 1 462 mm, avec 12,9 jours de précipitations en janvier et 11,3 jours en juillet. Pour la période 1991-2020, la température moyenne annuelle observée sur la station météorologique de Météo-France la plus proche, « Charquemont », sur la commune de Charquemont à 4 km à vol d'oiseau, est de 8,3 °C et le cumul annuel moyen de précipitations est de 1 575,4 mm. 
La température maximale relevée sur cette station est de 37,2 °C, atteinte le 19 août 2012 ; la température minimale est de −31 °C, atteinte le 9 janvier 1985,,. 
Les paramètres climatiques de la commune ont été estimés pour le milieu du siècle (2041-2070) selon différents scénarios d'émission de gaz à effet de serre à partir des nouvelles projections climatiques de référence DRIAS-2020. Ils sont consultables sur un site dédié publié par Météo-France en novembre 2022.

## Urbanisme

### Typologie
Au 1er janvier 2024, Frambouhans est catégorisée commune rurale à habitat dispersé, selon la nouvelle grille communale de densité à 7 niveaux définie par l'Insee en 2022.
Elle est située hors unité urbaine. Par ailleurs la commune fait partie de l'aire d'attraction de Maîche, dont elle est une commune de la couronne,. Cette aire, qui regroupe 23 communes, est catégorisée dans les aires de moins de 50 000 habitants,.

### Occupation des sols
L'occupation des sols de la commune, telle qu'elle ressort de la base de données européenne d’occupation biophysique des sols Corine Land Cover (CLC), est marquée par l'importance des territoires agricoles (61 % en 2018), en diminution par rapport à 1990 (64,3 %). La répartition détaillée en 2018 est la suivante : 
prairies (59,9 %), forêts (33,1 %), zones urbanisées (6 %), zones agricoles hétérogènes (1,1 %). L'évolution de l’occupation des sols de la commune et de ses infrastructures peut être observée sur les différentes représentations cartographiques du territoire : la carte de Cassini (XVIIIe siècle), la carte d'état-major (1820-1866) et les cartes ou photos aériennes de l'IGN pour la période actuelle (1950 à aujourd'hui).

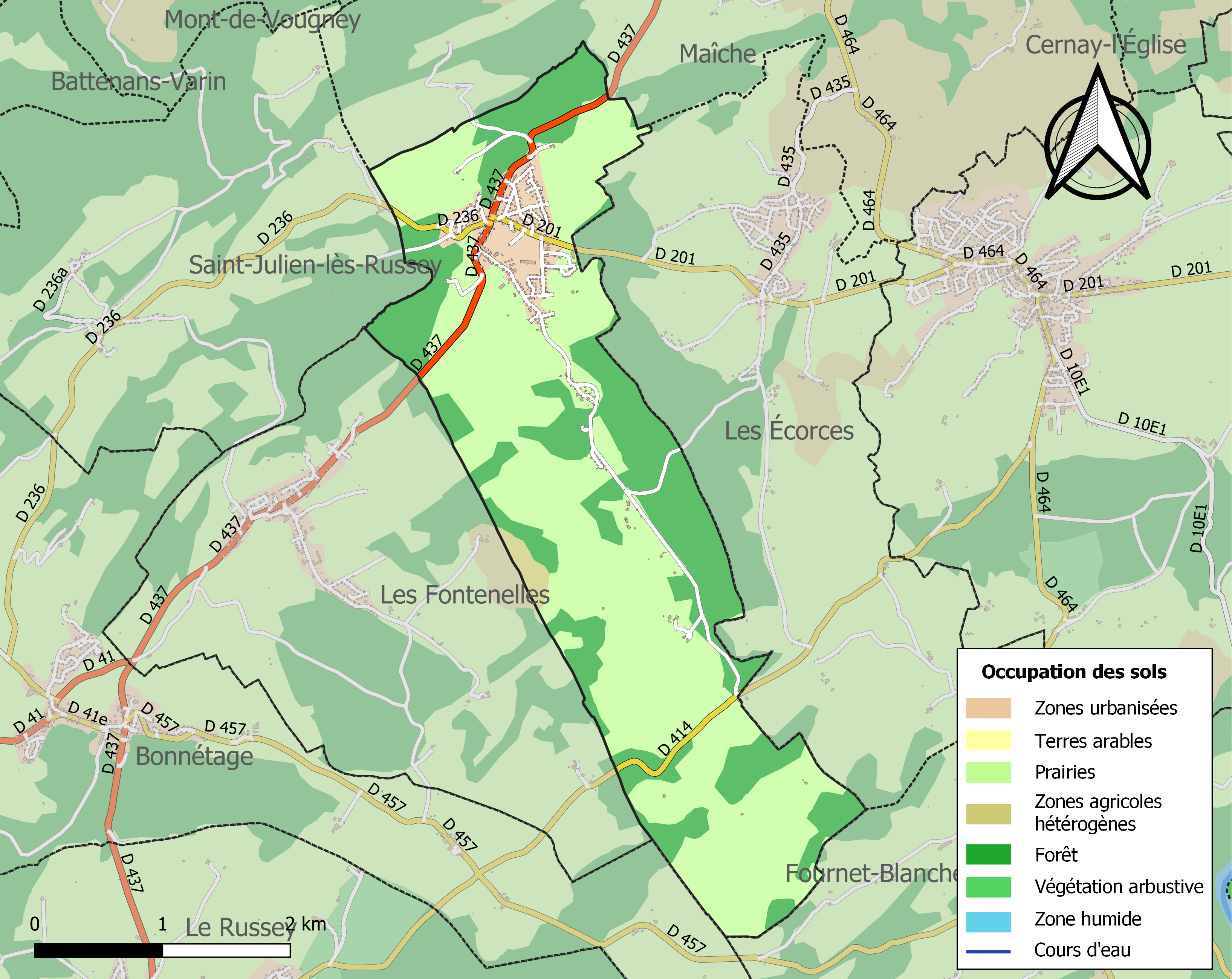
Carte des infrastructures et de l'occupation des sols de la commune en 2018 (CLC).

## Toponymie
Le nom de la localité est attesté sous les formes Frambouhans en 1339, Franbouans en 1614, Frambouham sur la carte de Cassini en 1750, puis Frambouhant en 1801 dans les bulletins des lois de la République, rectifié l'année suivante en Frambouhans.
Il s’agit d’une formation toponymique médiévale de type germanique, basé sur le nom de personne Framboldus (donné sous sa forme d'origine Frambold par Albert Dauzat) illustré par exemple par Saint Frambold, un évêque de la ville de Bayeux. Il est suivi du suffixe germanique -ing, devenu -ingos par romanisation (> *-ings > *-encs > -ans). Il a régulièrement abouti à la terminaison -ans dans la région (toponymes en -ans). Le gentilé qui s'impose de la toponymie est par conséquent "Framboldiens".

## Histoire
Autrefois, Frambouhans était un village habité principalement par des laboureurs. Les ressources de la communauté ont été l'agriculture et élevage pendant longtemps, créant ainsi une économie essentiellement agricole.
En 1688, on comptait 63 chevaux, 99 bêtes à cornes, 35 à laines, 14 porcins. En 1755 : 22 chevaux, 119 bêtes à cornes, 14 bêtes à laines et étaient récoltées 1.800 mesures d’avoine et d’orge, 200 mesures de menus grains et 300 milliers de foins. En 1952, la commune recensait 186 ha de bois, 40 ha d’avoine, 20 ha d’orge, 4 ha communaux ensemencés en orge et avoine et 1 ha de blé. La fromagerie traitant le lait de 60 vaches, produisit 6,500 kg de gruyère en 1867. En 1929 ce sont 900 000 kg de lait qui était travaillés pour produire de l’emmental.
En 1909, on comptait 75 chevaux, 243 bêtes à cornes, 19 ovins et 40 porcs sur un total de 994 ha, 403 ha étaient des prés naturels, 305 ha de pâturages et 186 ha de bois. S’il y avait alors 19 ha de terrains incultes, les 52 ha de terres labourables produisaient de l’avoine (25 ha), du froment (22 ha), de l’orge (3 ha), le reste étant consacré à la pomme de terre, à la culture des petits pois (50 ares) et à des pépinières (10 ares). La commune disposait alors de 8 batteuses à cheval. À partir de 1980, il y a 468 ha de SAU pour 18 exploitations. On ne compte plus que 2 ha de céréales, moitié orge et moitié avoine. Il n’y a plus de chevaux mais 709 bovins (dont 323 vaches), 33 ovins et 78 porcs. La société coopérative laitière produit du Comté.

## Politique et administration

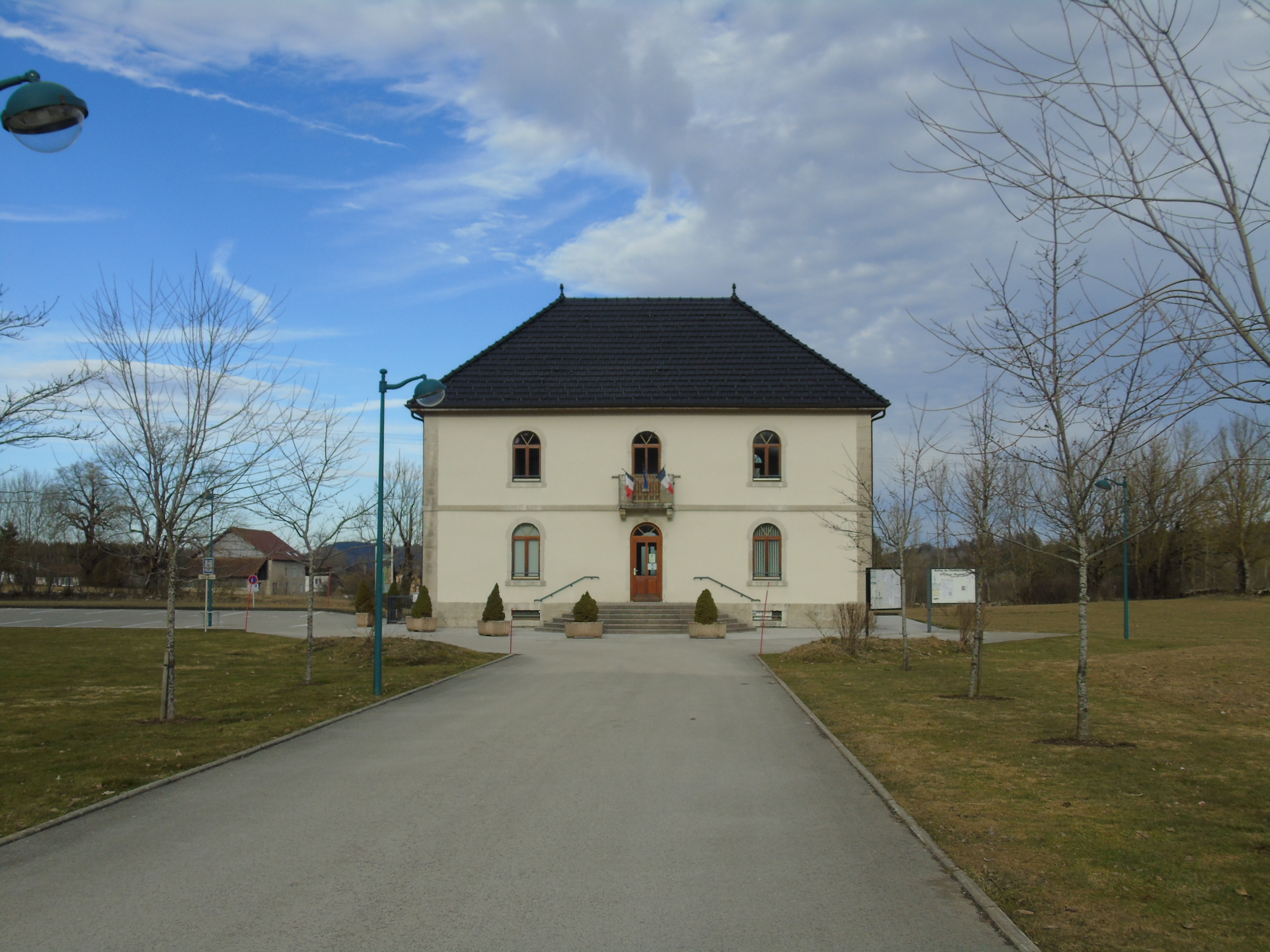
Mairie

| Période                                  | Période                     | Identité                                         | Étiquette | Qualité                                                               |
| ---------------------------------------- | --------------------------- | ------------------------------------------------ | --------- | --------------------------------------------------------------------- |
| mars 1945                                | mars 1965                   | Charles Monnot                                   | -         | -                                                                     |
| mars 1965                                | mars 1989                   | Louis Patois                                     | -         | -                                                                     |
| mars 1989                                | mars 2008                   | Hubert Villemain                                 | -         | Vice-président du SIVU de l'eau                                       |
| mars 2008                                | En cours (au 1er juin 2020) | Franck Villemain, Réélu pour le mandat 2020-2026 | DVG       | Employé Vice-président de la Communauté de communes du Pays de Maîche |
| Les données manquantes sont à compléter. |                             |                                                  |           |                                                                       |

## Démographie
L'évolution du nombre d'habitants est connue à travers les recensements de la population effectués dans la commune depuis 1793. Pour les communes de moins de 10 000 habitants, une enquête de recensement portant sur toute la population est réalisée tous les cinq ans, les populations de référence des années intermédiaires étant quant à elles estimées par interpolation ou extrapolation. Pour la commune, le premier recensement exhaustif entrant dans le cadre du nouveau dispositif a été réalisé en 2007.

En 2022, la commune comptait 878 habitants, en évolution de −1,57 % par rapport à 2016 (Doubs : +1,88 %, France hors Mayotte : +2,11 %).
| 1793 | 1800 | 1806 | 1821 | 1831 | 1836 | 1841 | 1846 | 1851 |
| ---- | ---- | ---- | ---- | ---- | ---- | ---- | ---- | ---- |
| 266  | 254  | 255  | 299  | 352  | 377  | 343  | 368  | 456  |

| 1856 | 1861 | 1866 | 1872 | 1876 | 1881 | 1886 | 1891 | 1896 |
| ---- | ---- | ---- | ---- | ---- | ---- | ---- | ---- | ---- |
| 479  | 547  | 535  | 523  | 564  | 600  | 617  | 617  | 618  |

| 1901 | 1906 | 1911 | 1921 | 1926 | 1931 | 1936 | 1946 | 1954 |
| ---- | ---- | ---- | ---- | ---- | ---- | ---- | ---- | ---- |
| 609  | 588  | 550  | 510  | 437  | 403  | 364  | 328  | 315  |

| 1962 | 1968 | 1975 | 1982 | 1990 | 1999 | 2006 | 2007 | 2012 |
| ---- | ---- | ---- | ---- | ---- | ---- | ---- | ---- | ---- |
| 268  | 274  | 416  | 545  | 553  | 613  | 691  | 702  | 842  |

| 2017 | 2022 | - | - | - | - | - | - | - |
| ---- | ---- | - | - | - | - | - | - | - |
| 904  | 878  | - | - | - | - | - | - | - |

## Économie

### Économie agricole
Frambouhans compte aujourd’hui 7 exploitations avec une Surface agricole utile (SAU) de 260 ha et un cheptel de 329 têtes, et 1,51 km2 de forêt. Elle comptait 12 exploitations et 416 ha de SAU en 1988 puis 9 exploitations et 402 ha de SAU en 2000. L’orientation technico-économique de la commune est portée en bovin lait, et les exploitations sont composées de prairies naturelles ou semées depuis six ans ou plus.

## Lieux et monuments
- L'église Saint-Sébastien recèle plusieurs éléments recensés dans la base Palissy : une cloche du XVIIe siècle, une statue de Saint Sébastien, un groupe sculpté : Vierge de Pitié.

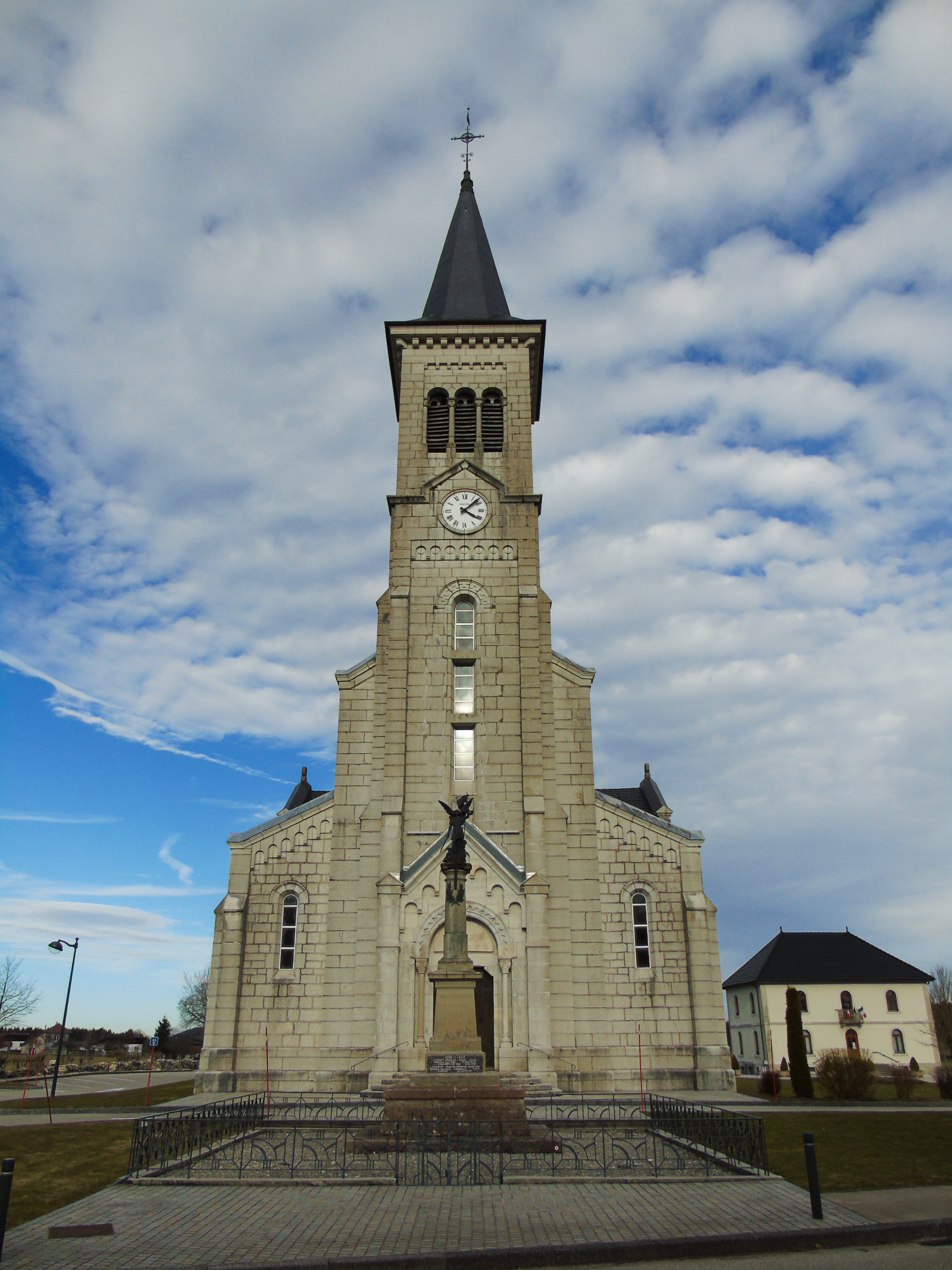
Église Saint-Sébastien.
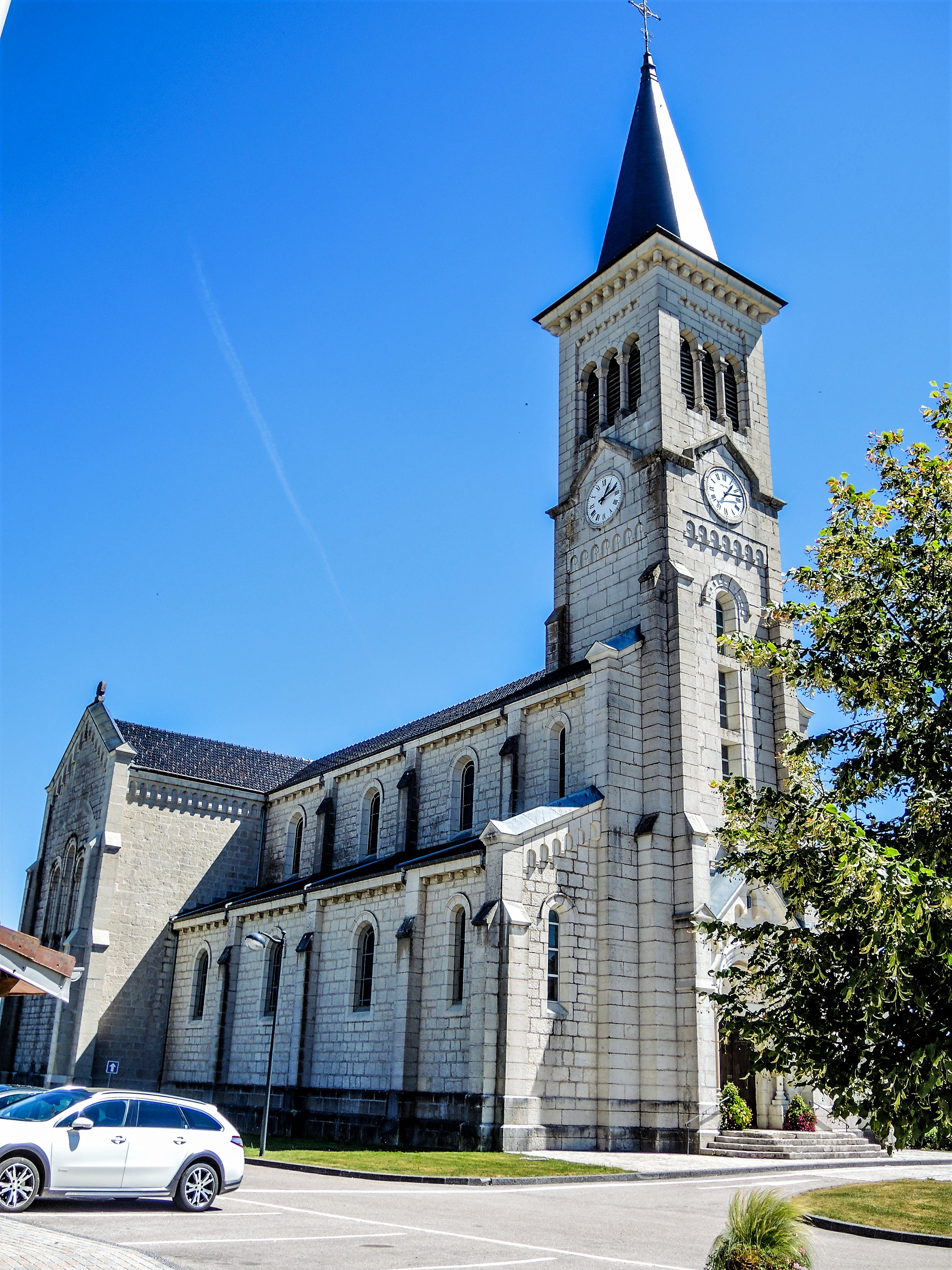
Église Saint-Sébastien.
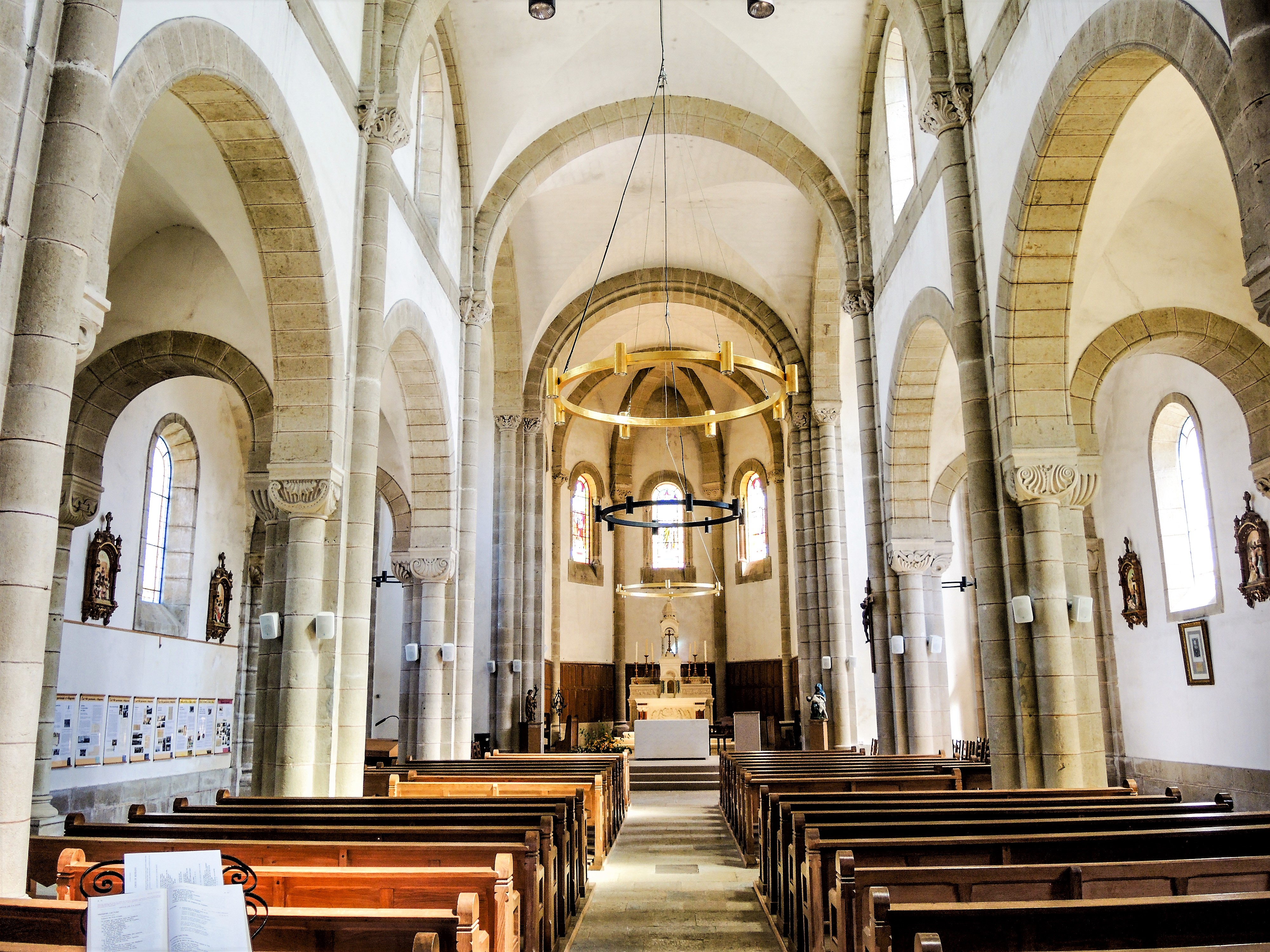
Intérieur de l'église.
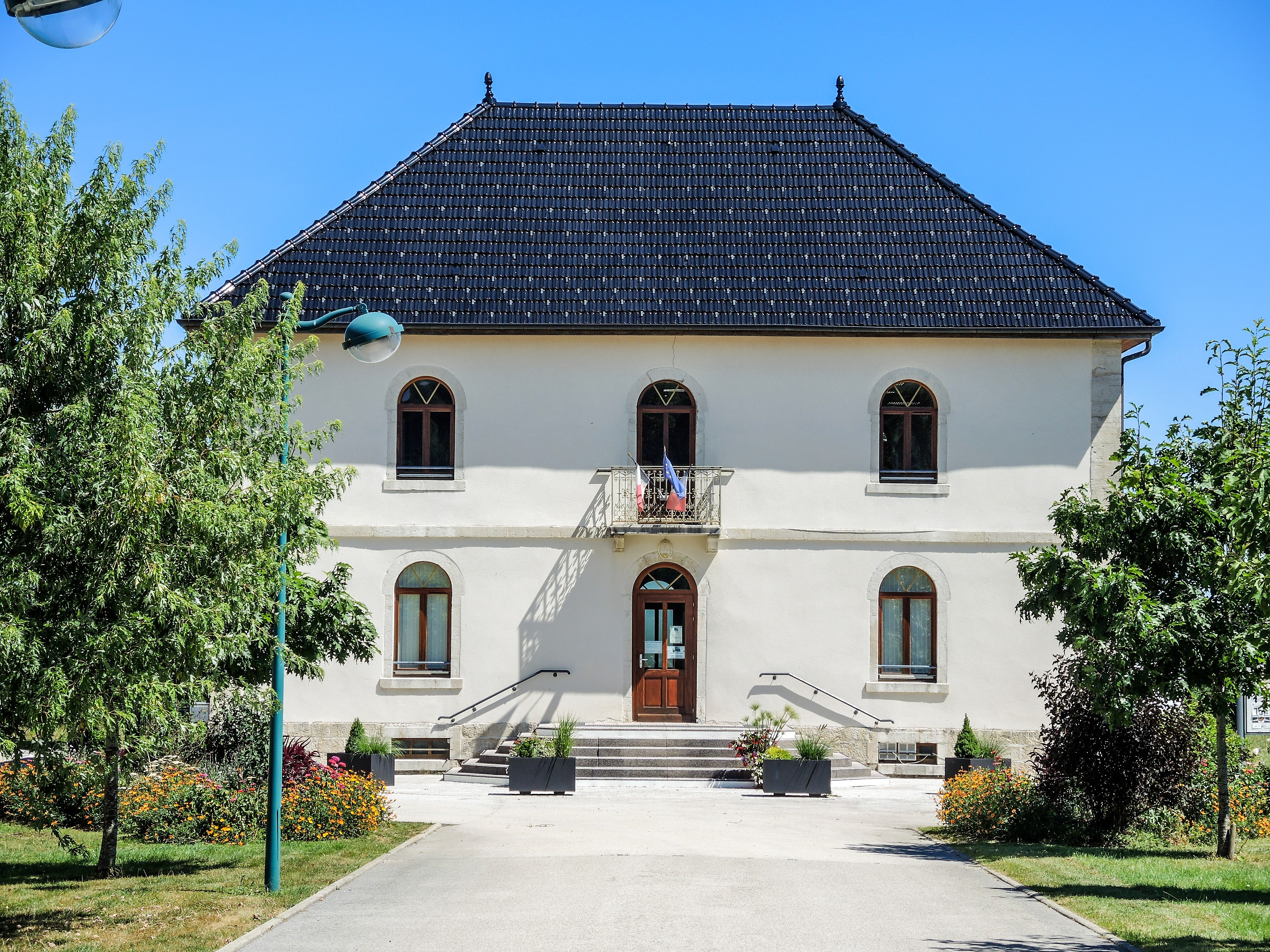
Mairie.

## Personnalités liées à la commune
- Damien Jouillerot, comédien
- Vincent Petit, historien et écrivain